# Émile Frédéric Salmon
Pour les articles homonymes, voir Salmon.
 (juin 2017).
Émile Frédéric Salmon, né le 15 juin 1840 à Paris et mort le 12 juin 1913 à Forges-les-Eaux, est un graveur, illustrateur et sculpteur français.

## Biographie
Fils du peintre Théodore Frédéric Salmon, Émile Frédéric Salmon s'oriente vers la gravure à l'eau-forte sous la direction de Pierre Edmond Alexandre Hédouin. Son père étant invité à Saint-Pétersbourg où il restera de 1896 à 1901 avec sa famille, Émile Frédéric Salmon apprend le russe. 
Il épouse Sophie Julie Cattiaux, fille du médecin et homme politique radical-socialiste François-Xavier Cattiaux, qui lui donne quatre enfants, dont le dernier est l'écrivain André Salmon (1881-1969).

## Œuvres dans les collections publiques
- Lausanne, musée cantonal des beaux-arts.

### Estampes d'interprétation
- La Mort de Virginie, 1878, d'après James Bertrand.
- La Liberté, 1881, d'après Eugène Delacroix.
- Le Labourage nivernais, 1890, d'après Rosa Bonheur.
- Cerf sous bois, vers 1890, d'après Rosa Bonheur.
- La Sortie, d'après Florent Willems.
- Pèlerins allant à la Mecque, d'après Léon Belly.
- Arabes sous la tente, d'après Edmond Hédouin.
- Portrait d'homme, d'après Antoine van Dyck.
- L'Effroi, d'après Jean-Baptiste Greuze.
- La Classe de danse et La Classe de chant, d'après Albert Ludovici, Sr. (en)
- La Réprimande, d'après Jean-Georges Vibert.
- L'Anniversaire, d'après E. Adam.
- Rezonville, d'après Aimé Morot.
- La Dame au perroquet, d'après Alexandre-Louis Leloir.
- Les Ramasseurs de pommes de terre, d'après August Hagborg.
- Arrivée du général Prim devant Madrid, d'après Henri Regnault.

### Ouvrages illustrés par Salmon
- Victor Hugo, Lucrèce Borgia - Marie Tudor - Angelo, tyran de Padoue, Émile Testard et Cie, Paris, 1887.

## Salons
- 1885 : mention honorable, médaille de troisième classe.